# تايلر إنجل
تايلر إنجل (بالإنجليزية: Tyler Engel)‏ (21 فبراير 1992 باورلاند بارك في الولايات المتحدة - ) هو لاعب كرة قدم أمريكي في مركز الهجوم. لعب مع نادي شمال كارولاينا وChicago Fire U-23 ‏.

## وصلات خارجية
- تايلر إنجل على موقع الدوري الأمريكي (الإنجليزية)
- تايلر إنجل على موقع قاعدة بيانات كرة القدم.إي يو (الإنجليزية)